# Armorial des familles basques (Es - Ez)
Cet article décrit l'armorial des familles basques par ordre alphabétique et concerne les familles dont les noms commencent par les lettres « Es » successivement jusqu’à « Ez ».

## Blasonnements

### Es
Famille Esain (Navarre) :
| Blason | Blasonnement : D'or à la croix tréflée d'azur ; à la bordure de gueules chargée de huit chaudrons d'or. Alias : d'argent à la croix fleurdelisée d'azur ; à la bordure de gueules chargée de huit chaudrons d'or. Commentaires : Maison noble du lieu d'Esain, dont elle prit le nom, en vallée d'Anué. |

Famille Escalza (Alava) :
| Blason | Blasonnement : D'or à l'arbre de sinople terrassé du même, accompagné d'un sanglier passant de sable, brochant sur le tronc, surmonté d'une croisette fleurdelisée de gueules entre deux croissants du même ; une onde d'argent et d'azur en pointe de l'écu. Commentaires : Famille de la vallée d'Okendo, au nord de l'Alava, établie en Biscaye, à Bilbao et Albia, qui serait issue de Fernand de Escalza y Jauregui, vainqueur des Maures et second Grand-Maître de l'Ordre de Calatrava. |

Famille Escande (Labourd) :
| Blason | Blasonnement : De gueules au marteau et à la pique de..., posés en sautoir. Commentaires : Famille citée en Navarre dès 1290. |

Famille Escaraya (vallée de Salazar) :
| Blason | Blasonnement : D'argent à l'arbre de sinople accompagne de deux loups affrontés de sable, l'un brochant sur le tronc, l'autre par derrière ; a la bordure de gueules chargée de huit flanchis d'or. Commentaires : Palacio de la vallée de Salazar. |

Famille Escoiquiz (Biscaye) :
| Blason | Blasonnement : Écartelé, aux 1 et 4 de... à la fleur de lys de... ; aux 2 et 3 de... à l'arbre de... À la bordure de... à quatre tourteaux de... Commentaires : Maison noble de Bermeo dont était Juan Escoiquiz, chanoine de la cathédrale de Tolède et professeur du roi Ferdinand VII |

Famille Escolar (Navarre) :
| Blason | Blasonnement : Parti, au I écartelé, aux 1 et 4 d'argent à cinq vases de sable ; au 2 d'or au lion de gueules ; au 3 d'or à trois fasces entées d'azur ; au II d'argent à la croix tréflée de gueules cantonnée de quatre corbeaux de sable. Commentaires : Maisons nobles à Artacoz, commune d'Olza, à l'ouest de Pampelune, et à Muruzâbal, près de Puente-la-Reina. |

Famille Escolonea (Bortziriak) :
| Blason | Blasonnement : D'or a l'arbre de sinople, au loup passant de sable brochant au pied du tronc. Commentaires : Maison noble à Lesaka. |

Famille Escoriaza (Guipuscoa) :
| Blason | Blasonnement : D'or à l'arbre sec au naturel accompagné d'un loup de sable appuyé contre le tronc. Commentaires : Maison noble à Escoriaza, dont elle prit le nom. Des membres de cette maison essaimèrent en Alava, Biscaye et Rioja. |

Famille Escorza (vallée du Baztan) :
| Blason | Blasonnement : Écartelé, aux 1 et 4 d'azur à la bande d'or accompagnée de deux étoiles du même ; aux 2 et 3 échiqueté d'argent et de gueules. Commentaires : Juan de Escorza, originaire de Pasajes, célèbre marin du XIVe siècle. |

Famille Eslava (Navarre) :
| Blason | Blasonnement : D'or à la bande de sable (armes anciennes). Commentaires : Ancienne famille de la vallée d'Aibar, a l'ouest de Sangüesa, connue depuis le XIIIe siècle au service des rois d'Aragon. |

Famille Eslava (marquis de) (Navarre) :
| Blason | Blasonnement : Coupé, au 1 d'or à trois loups de sable 2 et 1 ; au 2 d'azur à cinq besants d'or, 3 et 2. Commentaires : Armes des marquis de la Real Defensa. |

Famille Esparza (Escaroz) :
| Blason | Blasonnement : D'argent à la fasce de gueules accompagnée de trois loups de sable, 2 et 1, qui sont les armes primitives de la maison d'armes à Esparza,. Commentaires : Armes des seigneurs d'Esparza, Escaroz et Besolla. |

Famille Esparza (Lesaka) :
| Blason | Blasonnement : D'or à deux chaudrons de sable posés en fasce, accompagnés en chef d'une fleur de lys de gueules entre deux étoiles d'azur, et en pointe d'une onde d'azur et d'argent,. Commentaires : Armes des Esparza établis à Lesaka. |

Famille Esparza (Pampelune) :
| Blason | Blasonnement : D'or au chêne de sinople accompagné d'un loup de sable brochant sur le tronc,. Commentaires : Armes du palacio de Esparza, à Pampelune |

Famille Esparza (vallée de Salazar) :
| Blason | Blasonnement : De sinople au soleil d'or traversé par une flèche (armes portées par Loup de Esparza) Armes anciennes,. Commentaires : Maison noble à Esparza, en vallée de Salazar, où elle est citée dès 1016. Preuves de noblesse en 1535. |

Famille Espel (vallée de Roncal) :
| Blason | Blasonnement : D'azur aux chaînes de Navarre d'or. Alias : parti : au 1 d'or à deux loups passants de sable posés en pal ; au 2 d'azur à une tour d'argent, et une bordure d'or chargée de quatre têtes d'aigle de sable, ensanglantées de gueules, alternées avec quatre flanchis de gueules. Commentaires : Maison noble à Isaba. Juan de Espel fut syndic de la vallée du Roncal. |

Famille Espeldoy (Soule) :
| Blason | Blasonnement : D'argent à la main de gueules. Commentaires : Marie-Anne d'Espeldoy épouse vers 1785 Jean-Pierre d'Arhanpé. Leur descendance subsiste sous le nom d'Arhanpé d'Espeldoy. |

Famille Espelegui (Labourd) :
| Blason | Blasonnement : De gueules à une cigale de sable. |

Famille Espelette (Labourd) :
| Blason | Blasonnement : D'argent au lion rampant de gueules,. Commentaires : Ancienne maison connue depuis Aznar de Ezpeleta, l'un des douze ricombres (barons) de Navarre, en 1059. |

Famille Espès (Soule) :
| Blason | Blasonnement : De gueules à une porte pyramide chargée de trois fasces d'or (blasonnement incomplet),. Commentaires : Le seigneur d'Espès était l'un des dix potestats (titulaires des principales maisons nobles) de Soule. Jeannot d'Espès assista à la promulgation de la coutume de Soule (1520). |

Famille Espinal (val d'Erro) :
| Blason | Blasonnement : D'or à l'arbre de sinople, au loup passant de sable brochant au pied du tronc. Alias : et une bordure de gueules chargée de huit flanchis d'or. Alias : d'argent à deux pals de sinople. Commentaires : Maison noble à Espinal, au nord du Val d'Erro, dont elle prit le nom. Une branche s'établit en Biscaye. |

Famille Esponda (Fontarrabie) :
| Blason | Blasonnement : D'azur à trois chaudrons d'or posés en pal. Commentaires : Maison à Fontarrabie. Une branche établie en Labourd, notamment à Saint-Pée-sur-Nivelle. |

Famille Espronceda (Navarre) :
| Blason | Blasonnement : Tiercé en pal : au 1 à une fasce échiquetée accompagnée de deux demi-lunes échiquetées ; au 2 aux quatre fasces ; au 3 aux 3 trois chaudrons 2 et 1 (blasonnement incomplet). Commentaires : Maison noble dans la ville d'Espronceda (Navarre). |

Famille Esquibel (Alava) :
| Blason | Blasonnement : Parti : au 1 d'or à l'aigle de sable tenant un lapin entre ses serres ; au 2 d'azur à trois fasces d'or. Commentaires : Maison noble à Esquibel, dont elle prit le nom, dans la localité de Mendoza, arrondissement de Vitoria-Gasteiz. Ces mêmes armes sont portées par les Esquibel de Biscaye. Alias : coupé au 1 d'argent à l'aigle de sable tenant un lapin entre ses serres ; au 2 fascé d'or et de sinople de six pièces. Ces dernières armes sont portées par les Esquibel-Lazarraga, de Illaraza, en Alava. |

Famille Esquierre (Basse-Navarre) :
| Blason | Blasonnement : Losangé d'or et d'azur ; à la fasce de sable brochante. Commentaires : Jacques-Barthélémy d'Esquierre, sieur de la salle de Larramendy, à Juxue, reçut d'office à l'Armorial Général de 1696-1701 ces armes. |

Famille Esquille (d') (Basse-Navarre) :
| Blason | Blasonnement : Parti, au 1 d'or à cinq cotices de gueules, (qui est d'Esquille) ; au 2, écartelé au 1 d'or au pin de sinople accosté de deux lions rampants de gueules, (qui est 1 Dibos) ; aux 2 et 3 échiqueté d'or et d'azur ; au 4 de gueules plain. Commentaires : Seigneurs de Sumberraute, Etchessary (à Garris), Garastelu (à Hélette), Jaureguy (à Oneix), Lannevielle (a Amendeuix), Murulu, Ospital (à Ossès). Famille qui serait originaire de Saint-Palais. |

Famille Estella (Navarre) :
| Blason | Blasonnement : Ecartelé : aux 1 et 4 d'or à la croix d'azur chargée d'un croissant d'argent ; aux 2 et 3 de gueules au chaudron d'argent, les anses d'or, chargé de trois fasces d'or filetées de sable. Commentaires : Ancien lignage navarrais. Lope Garces, ricombre de Sanche-Garcia le Grand, roi de Navarre de 999 à 1035. |

Famille Estenaga (Guipuscoa) :
| Blason | Blasonnement : Écartelé, aux 1 et 4 de gueules au château de pierre au naturel ; aux 2 et 3 d'or au lion rampant au naturel, lampassé de gueules. Commentaires : Maisons nobles à Lazkano et Idiazabal (maison forte) et au quartier Murguia de Oñati. Une branche s'établit en Alava, à Santa Cruz de Campezo. |

Famille Estenaga (Murguia) :
| Blason | Blasonnement : D'argent à l'arbre de sinople, au sanglier de sable brochant au pied de l'arbre ; à la bordure d'azur chargée de huit flanchis d'or. Commentaires : Armes de la maison de Murgia. |

Famille Estiron (Mauléon) :
| Blason | Blasonnement : Commentaires : Pierre d'Estiron, ou Estquiron, évêque d'Oloron-Sainte-Marie de 1348 à 1370. Docteur en droit canon, chanoine de Lescar. il fut nommé évêque d'Oloron en 1348, assista au concile de Lavaur (Tarn) en 1368 et décéda le 4 décembre 1370. |

Famille Estomba (Irun) :
| Blason | Blasonnement : De gueules au pal diapré d'or. Commentaires : Famille citée à Irun en 1625. |

Famille Estor (Donostia) :
| Blason | Blasonnement : De gueules au mont d'argent, chargé d'une fleur de lys d'or. Alias : d'or au pommier de sinople fruité de gueules. Commentaires : Famille connue à Donostia depuis 1557. |

Famille Esuain (Fontarrabie) :
| Blason | Blasonnement : De sinople à la croix d'argent, et une bordure cousue de sable. |

### Et
Famille Etchaïde (Labourd) :
| Blason | Blasonnement : D'argent à la croix de gueules cantonnée de quatre maillons de chaîne de sable. Commentaires : Menauton Etchaïde figure parmi les gentilshommes du Labourd présents à la montre faite à Bayonne le 17 août 1496 par Roger de Gramont, gouverneur de la ville. |

Famille Etchandy (Soule) :
| Blason | Blasonnement : D'azur au chevron d'or accompagné de trois étoiles du même 2 et 1. Commentaires : Famille d'Abense-de-Haut, dont la filiation est établie depuis Pierre d'Etchandy, sieur de la maison de ce nom, à Abense-de-Haut et patron laïque d'une prébende de son nom dans l'église Notre-Dame d'Alos, qui épousa vers 1680 Jeanne de Garicotche. |

Famille Etcharne (Mendionde) :
| Blason | Blasonnement : Commentaires : Maison infançonne. Miguel Diron était seigneur d'Etcharne en 1685 et Marie de Hody, dame d'Etcharne, en 1743. |

Famille Etchart (Basse-Navarre) :
| Blason | Blasonnement : De... à la bande de... accompagnée de trois étoiles en chef et d'un arbre en pointe. Commentaires : Maison noble à Bussunarits. |

Famille Etchart (Mauléon) :
| Blason | Blasonnement : Commentaires : Famille patricienne de Mauléon, dont la filiation est établie depuis Jacques d'Etchart, bourgeois et jurât de Mauléon, avocat et greffier en la cour de Licharre, qui testa en 1593. Il avait épousé Claire d'Arraing. Leur fille et héritière, Jeanne, épousa en 1589 Arnaud d'Oïhénart et fut la mère du célèbre historien du Pays Basque, Arnaud d'Oïhénart. En secondes noces, en 1595, Jeanne épousa son cousin Gabriel d'Etchart, procureur du roi en Soule, d'où postérité. |

Famille Etchebarne (Soule) :
| Blason | Blasonnement : Commentaires : Un fief du nom d'Etchebarne existait à Alçabéhéty, dans le canton de Tardets. |

Famille Etchebarne (Uhart-Cize) :
| Blason | Blasonnement : Commentaires : La famille Etchebarne, fixée à Pau, a eu pour berceau les environs de Saint-Jean-Pied-de-Port. Elle était honorablement connue dès le XVIIIe siècle sans avoir, toutefois, jamais eu de possessions nobles. |

Famille Etchecon (Basse-Navarre) :
| Blason | Blasonnement : Écartelé, aux 1 et 4 d'argent au chêne de sinople, au sanglier de sable brochant sur le fût ; aux 2 et 3 d'azur à trois coquilles d'argent 2 et 1,. Commentaires : Les seigneurs d'Etchecon avaient entrée aux États de Navarre selon les rôles de 1572 et 1729. |

Famille Etchecopar (Restoue) :
| Blason | Blasonnement : Commentaires : Le fief noble d'Etchecopar était probablement situé à Restoue. Pierre d'Etchecopar était syndic du chapitre de Sainte-Engrâce en 1701. Gabriel d'Etchecopar était en 1732 curé de Restoue, chanoine et doyen de la collégiale de Sainte-Engrâce. Jean d'Etchecopar, écuyer, et Armand-Jean d'Etchecopar, écuyer, tous deux de Restoue, sont cités en 1732,. |

Famille Etchecopar (Charritte) :
| Blason | Blasonnement : Commentaires : Famille de Charritte-de-Bas, près de Mauléon, dont la filiation est établie depuis Joseph Etchecopar, né vers 1741, allié à Jeanne Thézé. |

Famille Etchecopar-Jauréguiberry (Soule) :
| Blason | Blasonnement : De gueules au chevron d'argent chargé de trois coquilles de sinople, accompagné à senestre d'un franc-canton d'hermines et en pointe d'une tour d'argent. Commentaires : Cette famille avait pour nom primitif d'Anchen. Elle substitua à ce nom, au cours du XVIIIe siècle, suivant l'usage souletin, celui de la maison non noble d'Etchecopar qu'elle possédait à Idaux. |

Famille Etchegaray (Garazi) :
| Blason | Blasonnement : Commentaires : Seigneurs d'Argabe, à Uhart-Cize. Jean d'Etcehegaray acquit la maison noble d'Argabe par contrat du 28 février 1702 et fut reçu le 16 juillet suivant aux États de Navarre pour cette salle. |

Famille Etchegaray (Saint-Jean-de-Luz) :
| Blason | Blasonnement : Différences entre dessin et blasonnement. La champagne broche sur la partition et non-pas seuleument sur le 4e quartier (voir le texte des lettres patentes ou ex : blason de Legendre) Parti : au 1 d'azur à trois chevrons d'argent et une ancre d'or brochante ; au 2 d'argent à l'arbre de sinople et un lévrier passant de sable tenant une épée du même, brochant sur le fût de l'arbre ; à la champagne de gueules chargée de la croix de la légion d'honneur d'argent. Commentaires : Michel Etchegaray, né à Saint-Jean-de-Luz le 5 mai 1773, fut capitaine de frégate, lieutenant-colonel, officier de la légion d'honneur, chevalier de saint Louis. |

Famille Etchegoyen (Cambo) :
| Blason | Blasonnement : D'azur à une tour d'argent accostée à dextre d'un lion d'or, et à senestre d'un lion d'argent. Commentaires : Famille de Cambo-les-Bains connue depuis Jean d'Etchegoyen, substitut du procureur général du bailliage de Labourd en 1572. |

Famille Etchepare (voir Iriart d'Etchepare) :
Famille Etchepare (Arhansus) :
| Blason | Blasonnement : Coupé, au 1 d'or plain ; au 2 de gueules au croissant renversé d'argent,. Commentaires : Les seigneurs d'Etchepare avaient entrée aux États de Navarre selon le rôle de 1729. |

Famille Etchepare (Ibarrolle) :
| Blason | Blasonnement : D'or (alias : d'argent) au chêne de sinople, au sanglier passant de sable brochant sur le fût de l'arbre. Commentaires : Une maison noble Etchepare, située à Ibarrolle, a donné son nom à une famille noble qui était distincte de celle des seigneurs d'Etchepare. |

Famille Etchepare (Iholdy) :
| Blason | Blasonnement : D'or à la fasce de gueules chargée de trois coquilles d'argent,. Commentaires : La salle d'Etchepare, d'Iholdy, donnait entrée aux Etats de Navarre. Aux XVIIe et XVIIIe siècles, Etchepare appartenait à la famille d'Armendaritz. |

Famille Etchepare (Saint-Jean-le-Vieux) :
| Blason | Blasonnement : D'argent à trois bandes d'azur ; à la bordure cousue d'argent,. Commentaires : Jacques d'Etchepare de Zabalza (de Saint-Jean-le-Vieux), fut ordonné prêtre le 19 février 1785. |

Famille Etchepare d'Apat (Pays de Cize) :
| Blason | Blasonnement : De gueules à l'aigle d'argent, au vol abaissé ; à la bordure engrêlée du même. Commentaires : Les seigneurs d'Etchepare, de Sarrasquette, prenaient qualité de noble dans les actes antérieurs à 1670 et avaient entrée aux Etats de Navarre, selon les rôles de 1572 à 1729). |

Famille Etchessary (Pays de Mixe) :
| Blason | Blasonnement : Écartelé : aux 1 et 4 d'asur au château d'argent ; aux 2 et 3 d'argent a l'arbre de sinople, et une bordure de gueules chargée de dix flanchis d'or,. Commentaires : Les seigneurs d'Etchessary, à Garris, près de Saint-Palais, avaient droit d'entrée aux États de Navarre. |

Famille Etcheto (Labourd) :
| Blason | Blasonnement : Parti, au 1 d'or à quatre fasces de gueules ; au 2 de sinople au château d'or, ajouré d'azur. |

Famille Etcheverry (Alciette) :
| Blason | Blasonnement : De gueules à trois coquilles (d'argent ?) 2 et 1 ; à la bordure engrêlée d'argent,. Commentaires : Maison noble donnant entrée aux États de Navarre. De 1690 à 1770, les familles d'Elizeiry, de Lalanne, de Burguzahar et de Pelegrin, furent reçues aux États comme seigneurs d'Etcheverry. |

Famille Etcheverry (Arbouet) :
| Blason | Blasonnement : D'azur à une étoile d'or. |

Famille Etcheverry (Arhansus) :
| Blason | Blasonnement : De... à une grue d'argent, armée de gueules, tenant de la patte gauche une pierre aussi d'argent,. Commentaires : Ces armes furent concédées à Jean de Cazenave, bourgeois de Pampelune, qui avait acquis la maison d'Etcheverry et en avait reçu affranchissement, selon la déclaration qu'il fit à Orthez le 12 mars 1562. |

Famille Etcheverry (Bardos) :
| Blason | Blasonnement : D'argent à deux chaudrons de sable, accompagnés chacun, en pointe, d'un oiseau du même. Commentaires : Adrien d'Etcheverry, conseiller secrétaire du roi sous Louis XIV, avait accédé à la noblesse par cette charge anoblissante. |

Famille Etcheverry Jean (Bayonne) :
| Blason | Blasonnement : D'azur à l'étoile d'or. Commentaires : Jean d'Etcheverry, secrétaire du roi près le Parlement de Navarre. |

Famille Etcheverry puis de Cheverry (Bayonne) :
| Blason | Blasonnement : Écartelé, aux I et 4 de gueules à trois billettes d'or, 2 et 1 ; aux 2 et 3 d'argent à une tête de Maure de sable. Commentaires : Jean Etcheverry, originaire de Bayonne, s'établit a Toulouse. |

Famille Etcheverry Pierre (Bayonne) :
| Blason | Blasonnement : Écartelé, aux 1 et 4 d'azur à un oiseau d'argent ; aux 2 et 3 de gueules à trois pals d'or. Commentaires : Pierre d'Etcheverry, avocat en la cour et siège du sénéchal de Bayonne, fit enregistrer ses armes, ci-dessus, en vertu de l'édit de novembre 1696. |

Famille Etcheverry (Irouleguy) :
| Blason | Blasonnement : De gueules à six billettes d'argent, 3 et 3. Commentaires : Cette salle donnait entrée aux États de Navarre. |

Famille Etchezahar (Pays de Mixe) :
| Blason | Blasonnement : D'or au chêne de sinople accosté à dextre d'un sanglier rampant de sable appuyé contre le fût de l'arbre et à senestre d'un lévrier d'argent accolé de gueules,. Commentaires : La maison Etchezahar, à Orsanco, fut anoblie par Henri de Bourbon, roi de Navarre, le 10 septembre 1585 par lettres vérifiées par arrêt de la chancellerie le 20 décembre suivant. |

Famille Etulain (Navarre) :
| Blason | Blasonnement : Coupé : au 1 d'argent à deux loups passants de sable, posés l'un sur l'autre ; au 2 d'or à trois sangliers de sable posés en pal. Commentaires : Maison noble du lieu d'Etulain, dont elle prit le nom, vallée d'Anué, au nord de Pampelune. |

### Eu
Famille Eugui (Navarre) :
| Blason | Blasonnement : De gueules à la bande d'or accostée de deux aigles d'argent. Commentaires : Maison noble au lieu d'Eugui, dont elle prit le nom, vallée d'Esteribar. |

Famille Eulate (Navarre) :
| Blason | Blasonnement : D'azur à deux loups d'or, membrés de gueules et posés en pal ; à la bordure de gueules chargée de huit flanchis d'or. Commentaires : Les ruines du palacio maison d'armes de la famille Eulate existent à Eulate, l'une des plus célèbres de Navarre. |

Famille Eusa (Navarre) :
| Blason | Blasonnement : D'argent à trois fasces de gueules. Commentaires : Maison noble à Eusa, dont elle prit le nom, vallée d'Ezcabarte, au nord de Pampelune. |

### Ey
Famille Eyheralde (Pays de Cize) :
| Blason | Blasonnement : De gueules au château d'argent. Commentaires : Maison noble à Saint-Michel-de-Cize. Les seigneurs d'Eyherelde avaient droit d'entrée aux États de Navarre. |

### Ez
Famille Eza (Navarre) :
| Blason | Blasonnement : D'or à trois bandes de sable. Alias : écartelé : au 1 d'or à quatre bandes d'azur ; aux 2 et 3 d'or au lion de gueules ; au 4 d'or une herse d'azur ; à la bordure générale de gueules chargée de douze besants d'argent. Commentaires : Ancienne maison navarraise, a Tudela. |

Famille Ezcay (Navarre) :
| Blason | Blasonnement : De sinople à trois croisettes pommetées d'or (armes primitives). Puis : écartelé : aux 1 et 4 de sable à trois pals d'or ; aux 2 et 3 d'argent à deux loups passants de sable, armés et lampassés de gueules, posés en pal. Commentaires : Palacio élevé au lieu de ce nom, près d'Aoiz. |

Famille Ezcurra (vallée de Santesteban) :
| Blason | Blasonnement : D'azur à l'aigle éployée d'or (armes primitives). Alias : d'azur au griffon d'argent. Commentaires : Maison noble à Ezcurra, dont elle prit le nom, sur la rivière Ezkurra. Une branche s'établit à Pampelune et y éleva un palacio sous le nom de Petrirena. |

Famille Eznaola (Ciboure) :
| Blason | Blasonnement : Parti, au 1 d'azur au griffon d'or ; au 2 d'argent à l'arbre de sinople accompagné d'un sanglier de sable dressé contre le fût ; à la bordure de gueules chargée de huit flanchis d'or. Commentaires : Famille originaire de Legorreta, en Guipuscoa, établie a Donostia, en Labourd et en Amérique. |

Famille Ezteibar (Biscaye) :
| Blason | Blasonnement : Écartelé, aux 1 et 4 de gueules au lion rampant d'or, aux 2 et 3 d'argent à quatre têtes de loups de sable. Commentaires : Maison noble à San Agustin de Abadiano, région de Durango. |